# Notopogon armatus
Notopogon armatus är en fiskart som först beskrevs av Sauvage, 1879.  Notopogon armatus ingår i släktet Notopogon och familjen Centriscidae. Inga underarter finns listade i Catalogue of Life.